# Abdul Halim di Kedah
Al-Sultan Almu'tasimu Billahi Muhibbuddin Tuanku Al-Haj Abdul Halim Mu’adzam Shah ibni Almarhum Sultan Badlishah (Alor Setar, 28 novembre 1927 – Alor Setar, 11 settembre 2017) è stato sultano di Kedah dal 1958 al 2017 e Yang di-Pertuan Agong della Malaysia dal 1970 al 1975 e dal 2011 al 2016.

## Origini, istruzione e carriera iniziale
Abdul Halim nacque nel palazzo di Istana Anak Bukit, ad Alor Setar, figlio secondogenito, ma primo superstite, del futuro sultano Badlishah di Kedah e di una signora thailandese nata nel Kedah, Tunku Sofiah binti Tunku Mahmud (nata 1910), che morì in un incidente automobilistico il 28 febbraio 1935.
Venne educato nelle scuole Alor Merah e Titi Gajah Malay e poi presso il Sultan Abdul Hamid College dal 1946 al 1948. Proseguì gli studi al Wadham College dell'Università di Oxford, fino al conseguimento del diploma in scienze sociali e pubblica amministrazione. Successivamente entrò nel servizio amministrativo del Kedah, prima nell'ufficio distrettuale della capitale, quindi nella tesoreria dello Stato.
Il 6 agosto 1949 venne nominato Raja Muda o erede al trono e succedette al padre, come ventisettesimo sultano di Kedah, il 15 luglio 1958. Venne investito ufficialmente il 20 febbraio 1959, in una cerimonia tenutasi per la prima volta dal 1710.

## Prima elezione a Vice Yang di-Pertuan Agong
Tuanku Abdul Halim servì come vice Yang di-Pertuan Agong tra il 21 settembre 1965 e il 20 settembre 1970.

## Prima elezione a Yang di-Pertuan Agong
Tuanku Abdul Halim venne eletto quinto Yang di-Pertuan Agong della Malaysia e rimase in carica dal 21 settembre 1970 al 20 settembre 1975. Fu il terzo più giovane monarca a diventare Yang di-Pertuan Agong dopo Putra di Perlis e Mizan Zainal Abidin di Terengganu.
Durante il suo regno, Tuanku Abdul Halim presiedette il primo trasferimento del potere del governo civile quando suo zio, il primo ministro Tunku Abdul Rahman, si dimise in favore del suo vice Abdul Razak Hussein. Tunku Abdul Rahman aveva sentito che non doveva servire sotto il regno di un nipote, dato il rigoroso protocollo reale malese, ma accettò di restare in carica per il primo giorno del regno di Abdul Halim.

## Seconda elezione a Vice Yang di-Pertuan Agong
Il 2 novembre 2006 Tuanku Abdul Halim venne eletto, per la seconda volta, vice Yang di-Pertuan Agong. È tuttora l'unico sovrano ad essere stato eletto due volte in questo ufficio.

## Seconda elezione a Yang di-Pertuan Agong
Nell'ottobre 2011 Abdul Halim venne eletto per servire una seconda volta come Yang di-Pertuan Agong. Il nuovo regno iniziò il 13 dicembre 2011. È la prima e unica persona ad aver mantenuto questo ufficio per due volte. È anche il più anziano sovrano ad essere stato incoronato Yang di-Pertuan Agong, avendo 84 anni e 15 giorni di età, superando il precedente detentore del record, Salahuddin di Selangor, che fu incoronato a 73 anni e 49 giorni di età.
Un Consiglio di reggenza composto da suoi fratelli Tunku Annuar (morto nel maggio del 2014), Tunku Mahmud Sallehuddin, Tunku Abdul Hamid Thani e dalla figlia Tunku Puteri Intan Safinaz venne incaricato di adempiere i compiti di Abdul Halim come sultano del Kedah. L'incoronazione ufficiale ebbe luogo l'11 aprile 2012 all'Istana Negara e vi parteciparono i governanti malesi e il sultano del Brunei. Il mandato di Abdul Halim si concluse il 12 dicembre 2016.

## Vita personale
Tuanku Abdul Halim ebbe due mogli:
- Tuanku Bahiyah, figlia di Tuanku Abdul Rahman di Negeri Sembilan, che sposò nel 1956. Servì come sultana di Kedah dal 1958 al 2003 e Raja Permaisuri Agong dal 1970 al 1975. Morì il 26 agosto 2003 all'Istana Kuala Cegar di Alor Setar.[8] Hanno avuto tre figlie:
  - Tunku Soraya (nata il 30 aprile 1960)
  - Tunku Sarina (30 aprile 1960 - 31 agosto 1991);
  - Tunku Safinaz (nata il 22 luglio 1966).
- Tuanku Haminah binti Hamidun, che sposò nel 1975. Di origini comuni, mantenne il titolo di Cheʻ Puan Kedah fino al 9 gennaio 2004, quando venne incoronata come sultana.[9] Essa servì come Raja Permaisuri Agong durante il secondo mandato del marito come Yang di-Pertuan Agong. Non ebbero figli.

## Giubileo d'oro
Il 15 luglio 2008, Abdul Halim celebrò il suo giubileo d'oro come sultano di Kedah. Egli fu il quarto su ventotto sultani ad aver celebrato i 50 anni di regno nel Kedah.
In concomitanza con tale evento, il 15 luglio 2008 venne dichiarato giorno festivo per l'intero stato di Kedah. Il 6 luglio 2008 si tenne una cerimonia ufficiale presso l'Istana Anak Bukit. Durante tutta la settimana del giubileo d'oro, si svolsero vari eventi per commemorare il sultano.

## Morte e funerale
Abdul Halim morì all'Istana Anak Bukit di Alor Setar alle 14.30 dell'11 settembre 2017 all'età di 89 anni. Le preghiere funebri si tennero il giorno successivo alle ore 16. È sepolto nel mausoleo reale di Langgar accanto alla prima moglie e al fratello Tunku Annuar.

## Albero genealogico
|                                                       |                                                 |                                                     | Genitori                                             |  |  | Nonni |  |  | Bisnonni                                      |  |  | Trisnonni                                         |  |
|                                                       |                                                 |                                                     |                                                      |  |  |       |  |  | Sultano Ahmad Tajuddin Mukarram Shah di Kedah |  |  | Sultano Zainal Rashid Al-Mu'adzam Shah I di Kedah |  |
|                                                       |                                                 |                                                     |                                                      |  |  |       |  |  | Sultano Ahmad Tajuddin Mukarram Shah di Kedah |  |  | Sultano Zainal Rashid Al-Mu'adzam Shah I di Kedah |  |
|                                                       |                                                 | Wan Maheran binti Dato’ Wan Muhammad Sadiq          |                                                      |  |  |       |  |  | Sultano Ahmad Tajuddin Mukarram Shah di Kedah |  |  |                                                   |  |
| Sultano Abdul Hamid Halim di Kedah                    |                                                 |                                                     |                                                      |  |  |       |  |  | Sultano Ahmad Tajuddin Mukarram Shah di Kedah |  |  |                                                   |  |
|                                                       |                                                 | Wan Hajar binti Dato’ Wan Ismail                    | Dato’ Wan Ismail bin Dato’ Sri Paduka Raja Laksamana |  |  |       |  |  |                                               |  |  |                                                   |  |
|                                                       |                                                 | Wan Hajar binti Dato’ Wan Ismail                    | Dato’ Wan Ismail bin Dato’ Sri Paduka Raja Laksamana |  |  |       |  |  |                                               |  |  |                                                   |  |
|                                                       |                                                 | Wan Hajar binti Dato’ Wan Ismail                    | Wan Jingga binti Dato’ Wan Muhammad Sadiq            |  |  |       |  |  |                                               |  |  |                                                   |  |
| Sultano Badlishah di Kedah                            |                                                 | Wan Hajar binti Dato’ Wan Ismail                    |                                                      |  |  |       |  |  |                                               |  |  |                                                   |  |
|                                                       |                                                 | Abdullah                                            | …                                                    |  |  |       |  |  |                                               |  |  |                                                   |  |
|                                                       |                                                 | Abdullah                                            | …                                                    |  |  |       |  |  |                                               |  |  |                                                   |  |
|                                                       |                                                 | Abdullah                                            | …                                                    |  |  |       |  |  |                                               |  |  |                                                   |  |
| Nai Sofiah binti Abdullah, una dama di Siam           |                                                 | Abdullah                                            |                                                      |  |  |       |  |  |                                               |  |  |                                                   |  |
|                                                       |                                                 | …                                                   | …                                                    |  |  |       |  |  |                                               |  |  |                                                   |  |
|                                                       |                                                 | …                                                   | …                                                    |  |  |       |  |  |                                               |  |  |                                                   |  |
|                                                       |                                                 | …                                                   | …                                                    |  |  |       |  |  |                                               |  |  |                                                   |  |
| Sultano Abdul Halim di Kedah                          |                                                 | …                                                   |                                                      |  |  |       |  |  |                                               |  |  |                                                   |  |
|                                                       | Sultano Ahmad Tajuddin Mukarram Shah di Kedah * | Sultano Zainal Rashid Al-Mu'adzam Shah I di Kedah * |                                                      |  |  |       |  |  |                                               |  |  |                                                   |  |
|                                                       | Sultano Ahmad Tajuddin Mukarram Shah di Kedah * | Sultano Zainal Rashid Al-Mu'adzam Shah I di Kedah * |                                                      |  |  |       |  |  |                                               |  |  |                                                   |  |
|                                                       | Sultano Ahmad Tajuddin Mukarram Shah di Kedah * | Wan Maheran binti Dato’ Wan Muhammad Sadiq *        |                                                      |  |  |       |  |  |                                               |  |  |                                                   |  |
| Tunku Mahmud bin Sultano Ahmad Tajuddin Mukarram Shah | Sultano Ahmad Tajuddin Mukarram Shah di Kedah * |                                                     |                                                      |  |  |       |  |  |                                               |  |  |                                                   |  |
|                                                       |                                                 | Tengku Cik Fatima binti Sultano ʻAli                | Sultano ʻAli Iskandar Shah di Johor                  |  |  |       |  |  |                                               |  |  |                                                   |  |
|                                                       |                                                 | Tengku Cik Fatima binti Sultano ʻAli                | Sultano ʻAli Iskandar Shah di Johor                  |  |  |       |  |  |                                               |  |  |                                                   |  |
|                                                       |                                                 | Tengku Cik Fatima binti Sultano ʻAli                | Cik Serimbuk binti Daeng Muhammad Amin               |  |  |       |  |  |                                               |  |  |                                                   |  |
| Tunku Sofia binti Tunku Mahmud                        |                                                 | Tengku Cik Fatima binti Sultano ʻAli                |                                                      |  |  |       |  |  |                                               |  |  |                                                   |  |
|                                                       |                                                 | Awang Ahmad                                         | …                                                    |  |  |       |  |  |                                               |  |  |                                                   |  |
|                                                       |                                                 | Awang Ahmad                                         | …                                                    |  |  |       |  |  |                                               |  |  |                                                   |  |
|                                                       |                                                 | Awang Ahmad                                         | …                                                    |  |  |       |  |  |                                               |  |  |                                                   |  |
| Hajjah Zainab binti Awang Ahmad                       |                                                 | Awang Ahmad                                         |                                                      |  |  |       |  |  |                                               |  |  |                                                   |  |
|                                                       |                                                 | …                                                   | …                                                    |  |  |       |  |  |                                               |  |  |                                                   |  |
|                                                       |                                                 | …                                                   | …                                                    |  |  |       |  |  |                                               |  |  |                                                   |  |
|                                                       |                                                 | …                                                   | …                                                    |  |  |       |  |  |                                               |  |  |                                                   |  |
|                                                       |                                                 | …                                                   |                                                      |  |  |       |  |  |                                               |  |  |                                                   |  |

## Onorificenze
Onorificenze malesi
Personalmente è stato insignito dei titoli di:
Onorificenze di Kedah
Onorificenze straniere